# Красновце
Красновце (слч. Krásnovce) насељено је мјесто са административним статусом сеоске општине (слч. obec) у округу Михаловце, у Кошичком крају, Словачка Република.

## Становништво
| Година:    | 1994. | 2004.   | 2014.   | 2024.   |
| ---------- | ----- | ------- | ------- | ------- |
| Број људи: | 575   | 596     | 617     | 619     |
| Разлика:   |       | +3,65 % | +3,52 % | +0,32 % |

| Година:    | 2023. | 2024.   |
| ---------- | ----- | ------- |
| Број људи: | 628   | 619     |
| Разлика:   |       | -1,43 % |

Према подацима о броју становника из 2011. године насеље је имало 618 становника.